# Friedrich von Gärtner

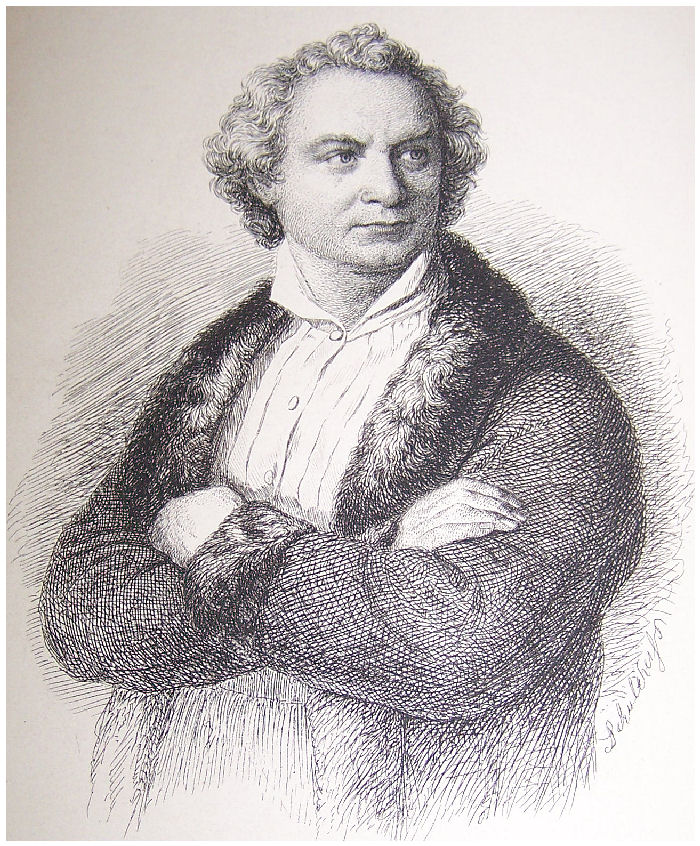
Friedrich von Gärtner

Johann Friedrich Gärtner, ab 1837 Ritter von Gärtner, (* 10. Dezember 1791 in Koblenz; † 21. April 1847 in München) war ein deutscher Architekt. Neben Leo von Klenze gilt er als der bedeutendste Baumeister im Königreich Bayern unter Ludwig I.

## Leben

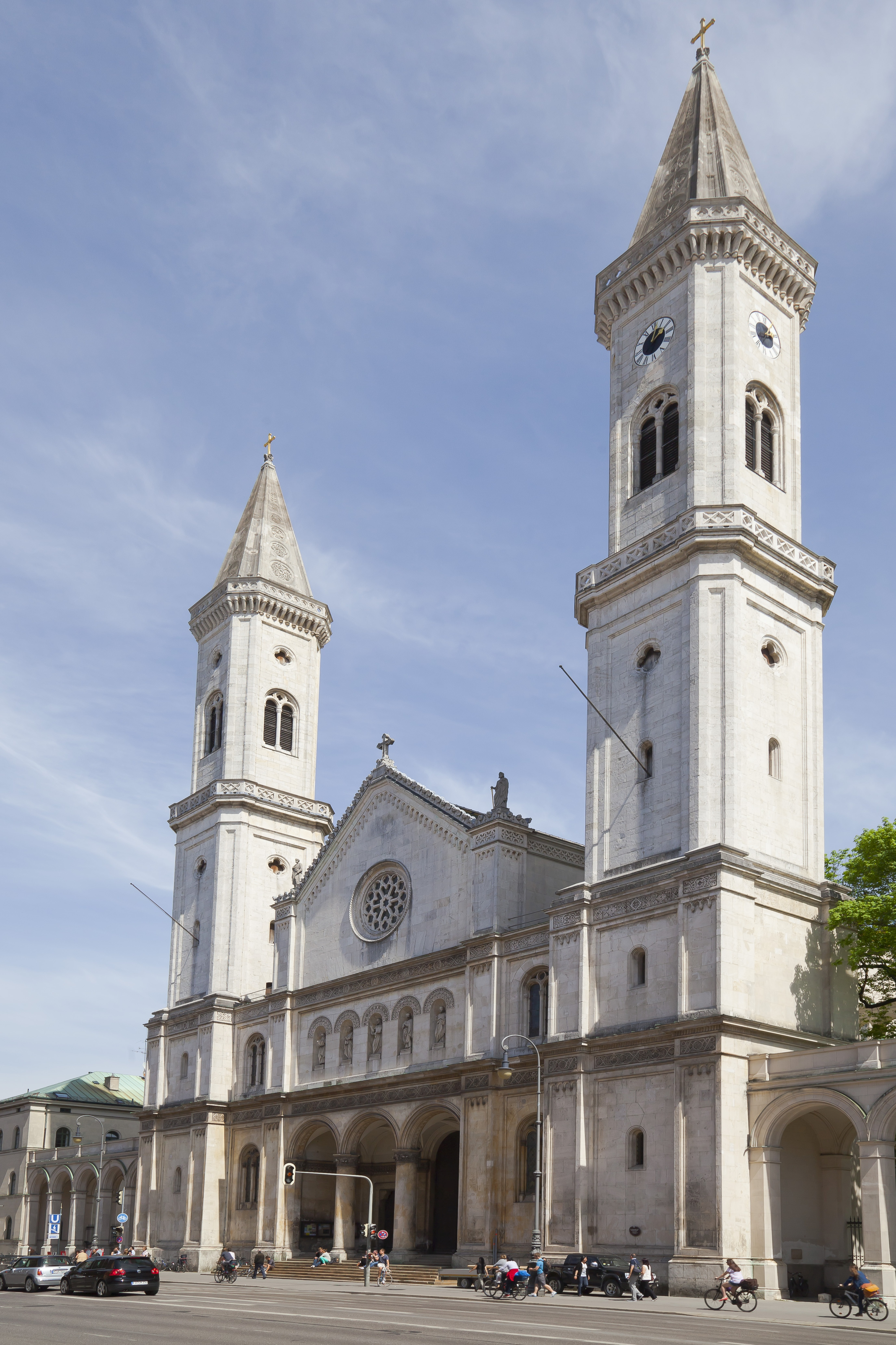
Ludwigskirche München

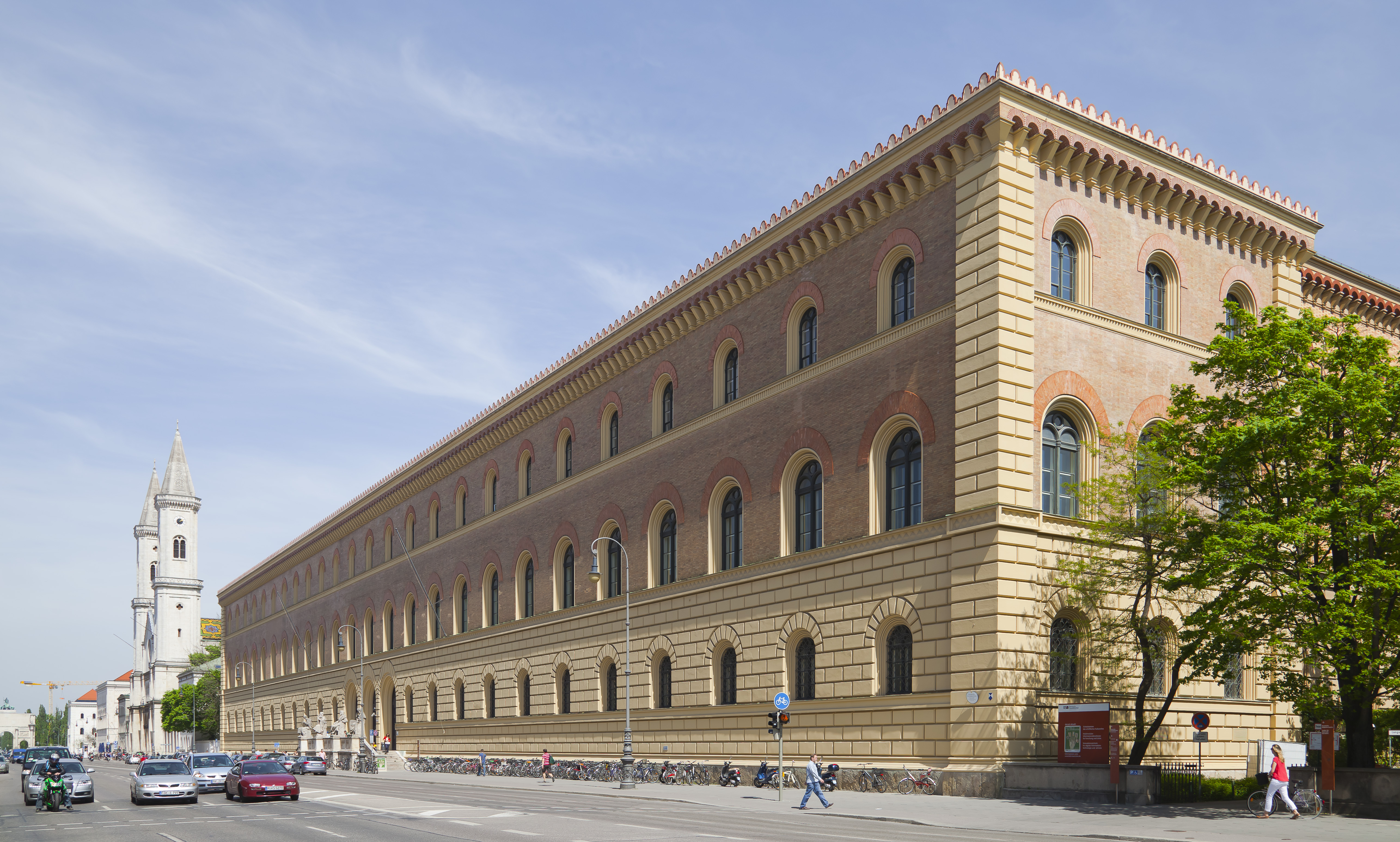
Staatsbibliothek München

Johann Friedrich Gärtner wurde am 10. Dezember 1791 in Koblenz geboren. Seine Eltern waren der Architekt Johann Andreas Gärtner (1744–1828) und dessen Ehefrau Barbara Sachs (1765–1818). Sein Vater war schon am Bau des Kurfürstlichen Schlosses in Koblenz beteiligt. 1809 studierte Friedrich von Gärtner an der Kunstakademie in München. 1812 wechselte er nach Paris und studierte dort bis 1814. Anschließend verbrachte er mehrere Jahre in Rom, Neapel und auf Sizilien. Seine Erfahrungen und Beobachtungen dieser Zeit veröffentlichte er 1819 in der kommentierten Lithographiensammlung Ansichten der am meisten erhaltenen Monumente Siziliens. Im selben Jahr folgte Gärtner einem Ruf nach München als Professor der Baukunst an der Kunstakademie. Neben seinem Lehrfach leitete er als Direktor die Porzellanmanufaktur Nymphenburg und die Glasmalereianstalt.
Entscheidend für seine Karriere als bauender Architekt wurde 1827 seine Beauftragung mit dem Entwurf für ein neues königliches Bibliotheks- und Archivgebäude (heute: Bayerische Staatsbibliothek), mit dem allerdings erst 1832 begonnen werden konnte. Seit dieser Zeit besaß Gärtner das besondere Vertrauen des Königs, der ihm in der Folgezeit auch die entscheidenden Planungen für die nördliche Fortführung der Ludwigstraße in München übertrug. Auf Empfehlung von Peter von Cornelius begann Gärtner 1829 mit dem Bau der Ludwigskirche.
Zum Oberbaurat und Generalinspektor der architektonischen und plastischen Kunstdenkmäler Bayerns ernannt, übernahm er die Leitung einer Reihe öffentlicher Bauten. 1837 wurde er geadelt und ging mit einem Gefolge von Bauleuten und Malern nach Athen, um dort den nach seinem Entwurf erbauten königlichen Palast zu vollenden und auszuschmücken. Zurückgekehrt restaurierte er unter anderem den Dom in Bamberg. Im Jahr 1842 begann er den Bau der Befreiungshalle bei Kelheim, verstarb jedoch vor Fertigstellung. Das Bauwerk wurde auf Geheiß des Königs von Leo von Klenze umgestaltet und vollendet. 1842 wurde er zum Direktor der Münchner Akademie ernannt. Im selben Jahr begann er mit der Erweiterung des Alten Südlichen Friedhofs in München, den er mit 175 umlaufenden Arkaden im italienischen Stil eines Campo Santo, wie in Bologna, gestaltete.
Für Gärtners Gestaltungsabsichten wurde der sogenannte Rundbogenstil typisch, der Anregungen und Motive des romanischen Stils zu einer neuen Synthese verarbeitete und in einem deutlichen gestalterischen wie teilweise auch ideologischen Gegensatz zu den die Vertikale und Horizontale betonenden Stil des Klassizismus stand. Seine Fassaden wirken ausgesprochen monumental und entsprachen damit den Vorstellungen Ludwigs I., der München durch rege Bautätigkeit in ein Zentrum von Kunst und Kultur verwandeln und seinem Idealbild des Klassizismus annähern wollte. Der Rundbogenstil fand auch im Ausland (z. B. den USA) große Beachtung. In Würzburg ließ Ludwig I. von 1837 bis 1841 durch seinen Hofbaumeister die neue Hauptsynagoge im „ägyptischen Stil“ errichten und vereitelte somit die geplante Erstellung des Baus durch den Würzburger Baumeister Anton Eckert.

## Ehrungen

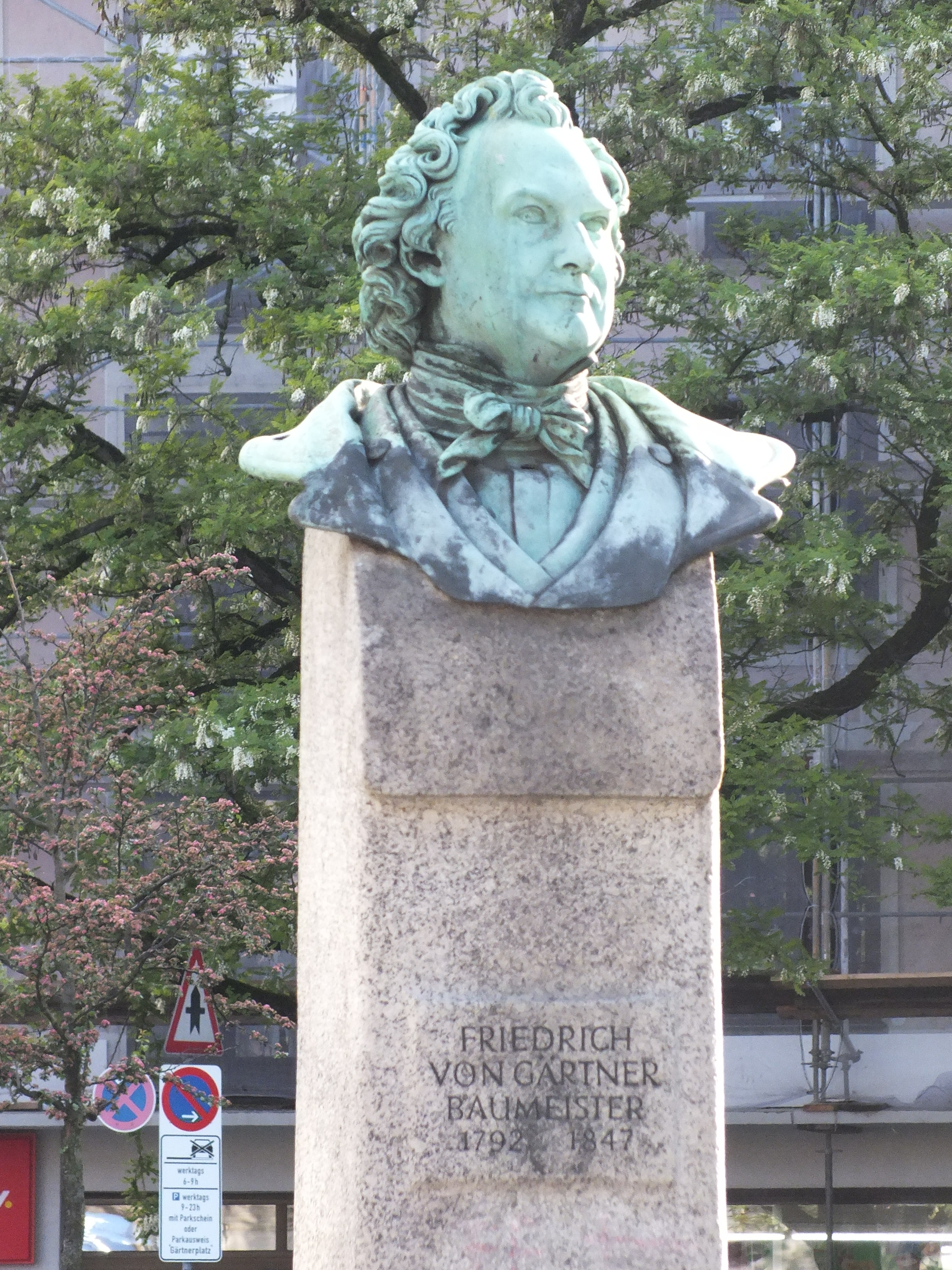
Büste Gärtners auf dem Gärtnerplatz in München

Büsten von Gärtner stehen an dem nach ihm benannten Gärtnerplatz sowie in der Münchner Ruhmeshalle.
Gärtner erhielt 1837 das Ritterkreuz des Verdienstordens der Bayerischen Krone. Damit verbunden war die Erhebung in den persönlichen Adel. Außerdem war er Kommandeur des Erlöser-Ordens sowie Offizier des belgischen Leopoldsordens.

## Familie
Friedrich Gärtner heiratete 1822 in München Katharina Heß (1798–1832) und, nach ihrem Tod, 1834 ihre Schwester Lambertine Heß (1804–1852). Beide waren die Töchter des Kupferstechers und Professors Carl Ernst Christoph Hess (1755–1828) und Marie Lambertine Katharine Krahe.
Aus der ersten Ehe mit Katharina entstammten zwei Söhne und eine Tochter:
- Friedrich (1824–1905), Architektur- und Landschaftsmaler
- Karl (1827–1894), Kunstmaler
- Charlotte († 1909) ⚭ Carl D'Herigoyen (1807–1875)

Aus der zweiten Ehe mit Lambertine entstammten ein Sohn und eine Tochter, darunter:
- Wilhelmine (Minna) (* 29. August 1838; † 9. März 1923) ⚭ Adolf von Heinleth

## Grabstätte

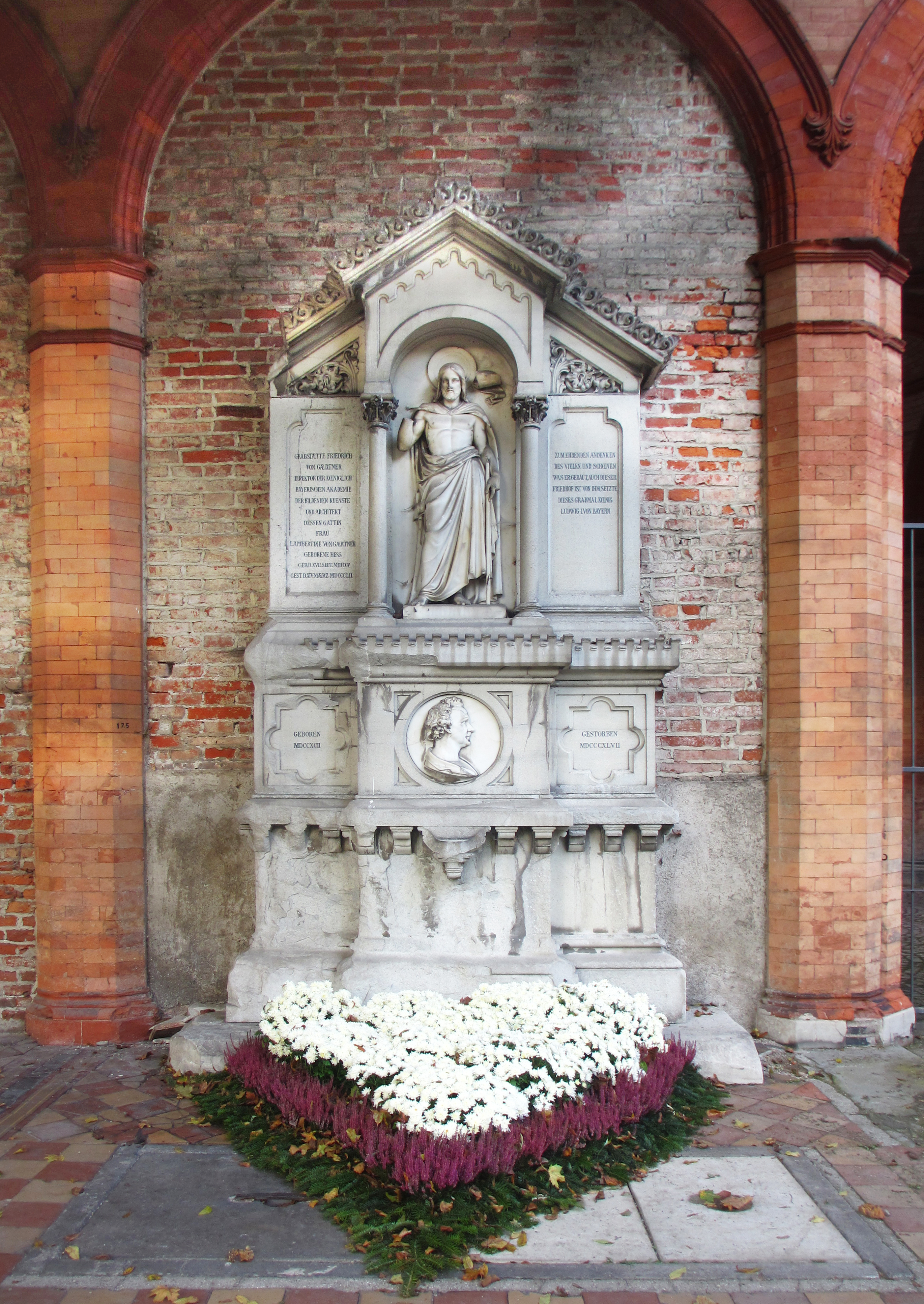
Grab Gärtners auf dem Alten Südlichen Friedhof in München

Gärtner starb am 21. April 1847 im Alter von 55 Jahren in München. Seine letzte Ruhestätte fand er im von ihm selbst entworfenen Neuen Teil des Alten Südlichen Friedhofs in München. König Ludwig I. hatte Gärtner 1840 den Auftrag zur Erweiterung des bis dahin Zentralfriedhofs genannten Alten Südlichen Friedhofs erteilt. Friedrich von Gärtner plante die Erweiterung in Form eines Campo Santo wie etwa in Bologna, mit 175 umlaufenden Rundbogenarkaden. Als Gärtner 1847 verstarb, begrub man ihn zunächst in der Gruft Karl Wilhelm von Heideck in den Alten Arkaden des Alten Südlichen Friedhofs (Alte Arkaden Platz 35 bei Gräberfeld 23) Standort. Am 27. Februar 1850 fand die Weihe des „Neuen Teils“ des Alten Südlichen Friedhofs statt. Gärtner wurde auf Anweisung König Ludwigs I. noch am gleichen Tage umgebettet und damit als erster auf dem Neuen Teil des alten südlichen Friedhofs beigesetzt (Neue Arkaden Platz 175 bei Gräberfeld 29) Standort. Das Grabmal stammt von Friedrich Brugger. In diesem Grab liegen auch Gärtners zweite Frau Lambertine und sein Sohn Friedrich.

## Schüler
Zu Gärtners Schülern gehörten unter anderem Max Emanuel Ainmiller, Mathias Berger, Franz Xaver Beyschlag, Anton von Braunmühl, Eduard Bürklein, Friedrich Bürklein, Lorenz Hoffmann, Karl Friedrich Andreas Klumpp, Karl Leimbach, Amadeus Merian, Eduard Metzger, Johann Moninger, Robert Moser, Anton Mühe, Carl Rothpletz, Gustav Sachers, Georg von Stengel und August von Voit.

## Werke

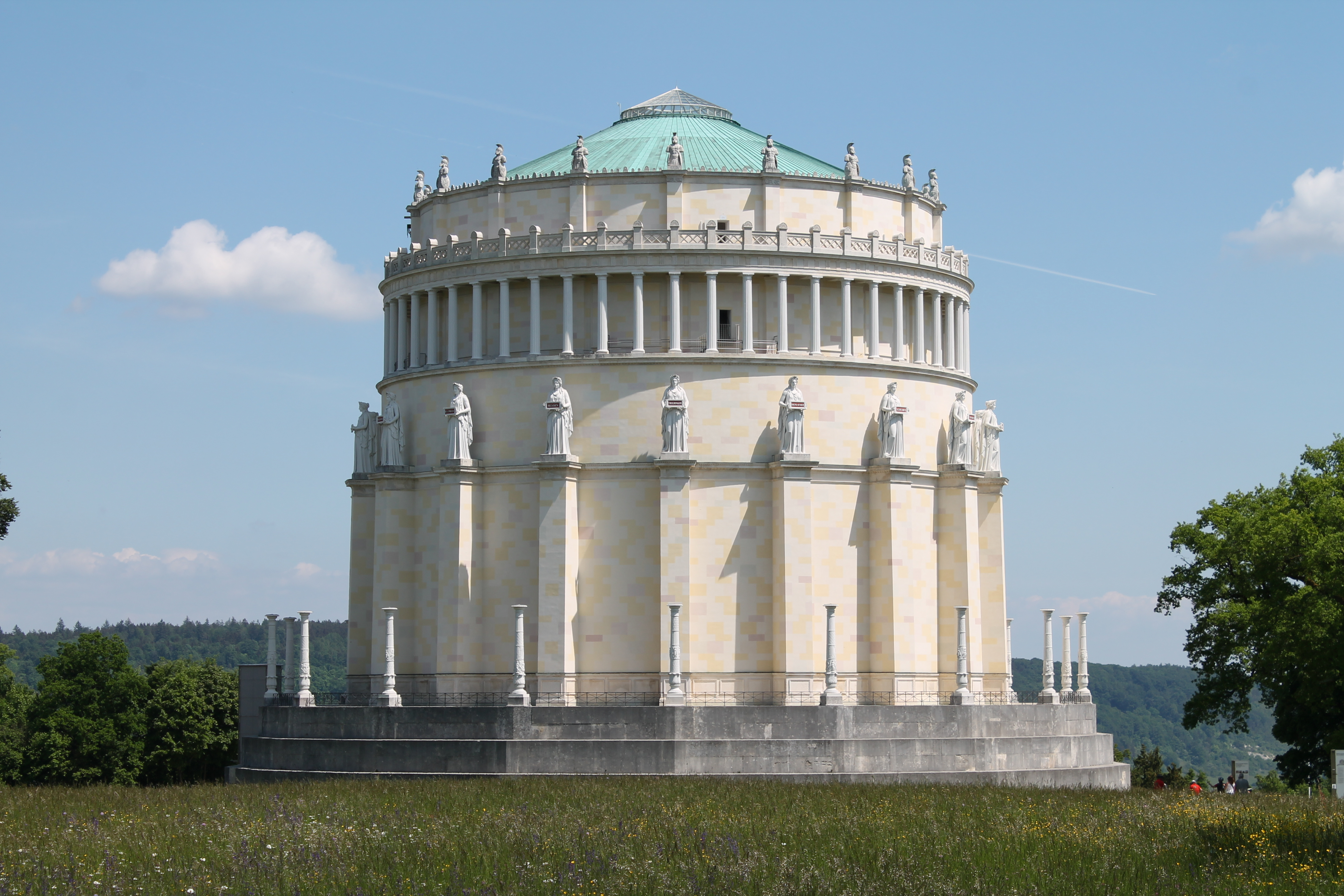
Befreiungshalle Kelheim

### München
- Ludwigskirche, Ludwigstraße, 1829–1840
- Bayerische Staatsbibliothek, Ludwigstraße, 1831–1840
- Ludwig-Maximilians-Universität, Geschwister-Scholl-Platz, 1835–1840
- Siegestor, Ludwigstraße, 1834–1850
- Blindeninstitut (heute Philologicum), Ludwigstraße, 1833–1835
- Damenstift (heute Bayerischer Verwaltungsgerichtshof), Ludwigstraße, 1835–1839
- Georgianum, Professor-Huber-Platz, 1835–1840
- Salinendirektion (heute Universitätsbibliothek), Ludwigstraße, 1838–1843
- Erziehungsinstitut (heute Juristische Fakultät), Professor-Huber-Platz, 1839–1842
- Feldherrnhalle, Odeonsplatz, 1840–1844
- Universitätsbrunnen, Ludwigsforum, 1840–1845
- Wittelsbacher Palais, Brienner Straße, 1843–1850
- Alter Südfriedhof, Thalkirchner Straße, 1844–1849

### Außerhalb Münchens
- Festung, Germersheim, 1834–1855
- Kurhaus, Bad Kissingen, 1834–1838
- Beamtenstock, Bad Reichenhall, 1836–1839
- Pompejanum, Aschaffenburg, 1840–1848
- Befreiungshalle, Kelheim, 1838–1863
- Villa Ludwigshöhe, Edenkoben, 1846–1852
- Schloss, Athen, 1836–1843

### Restaurierungen
- Isartor, München
- Bamberger Dom
- Regensburger Dom
- Speyerer Dom
- Klosterkirche, Heilsbronn

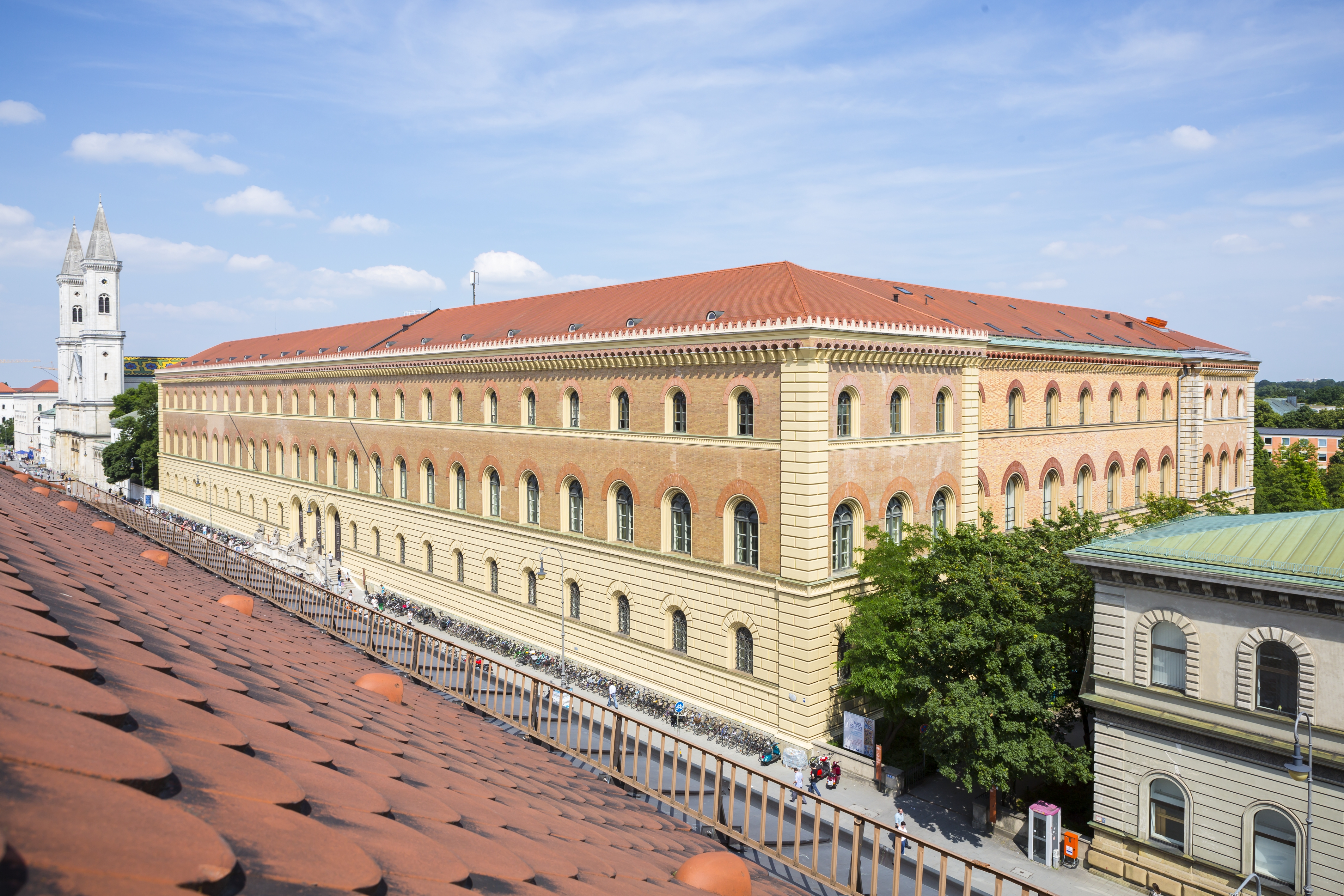
Bayerische Staatsbibliothek München
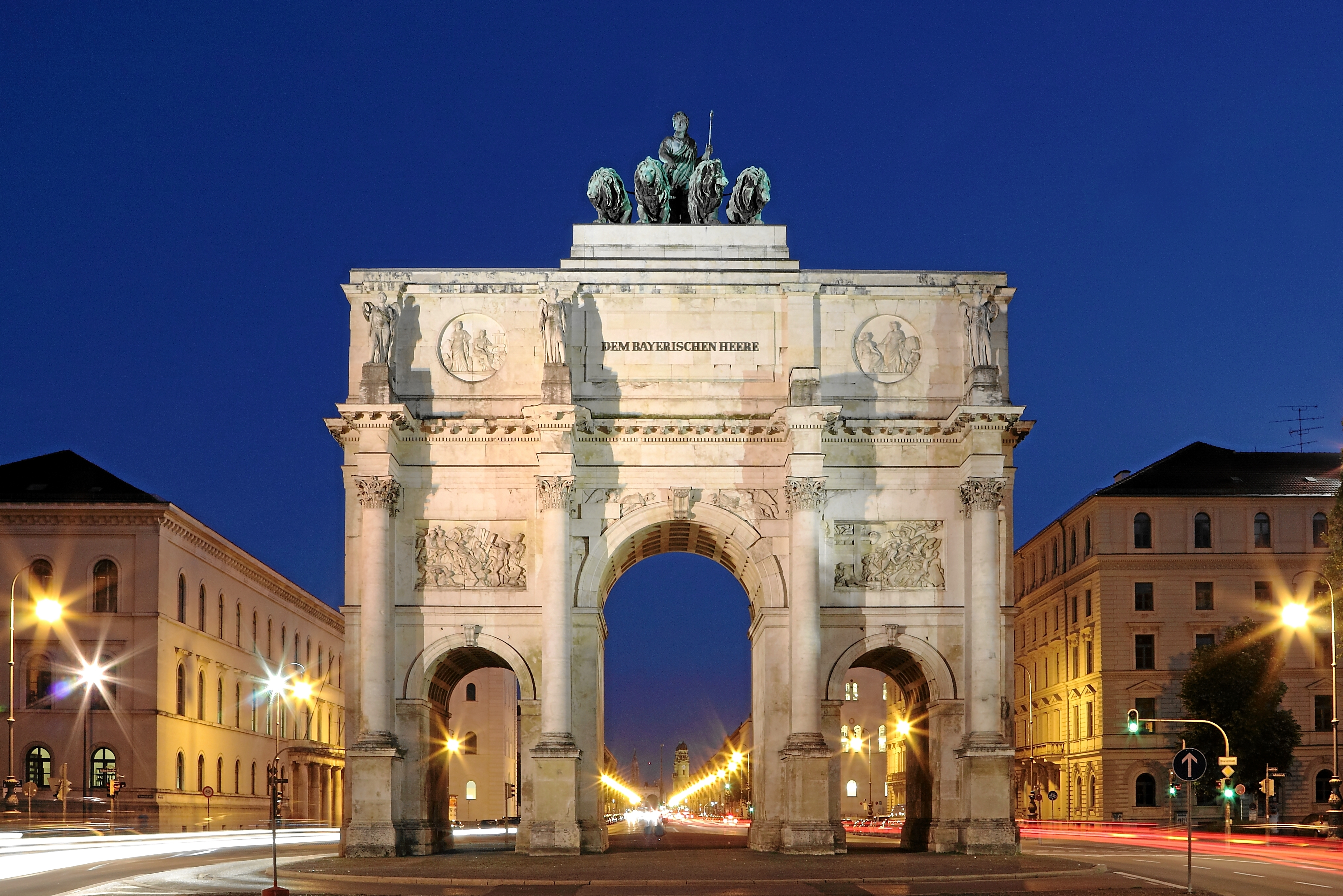
Siegestor München
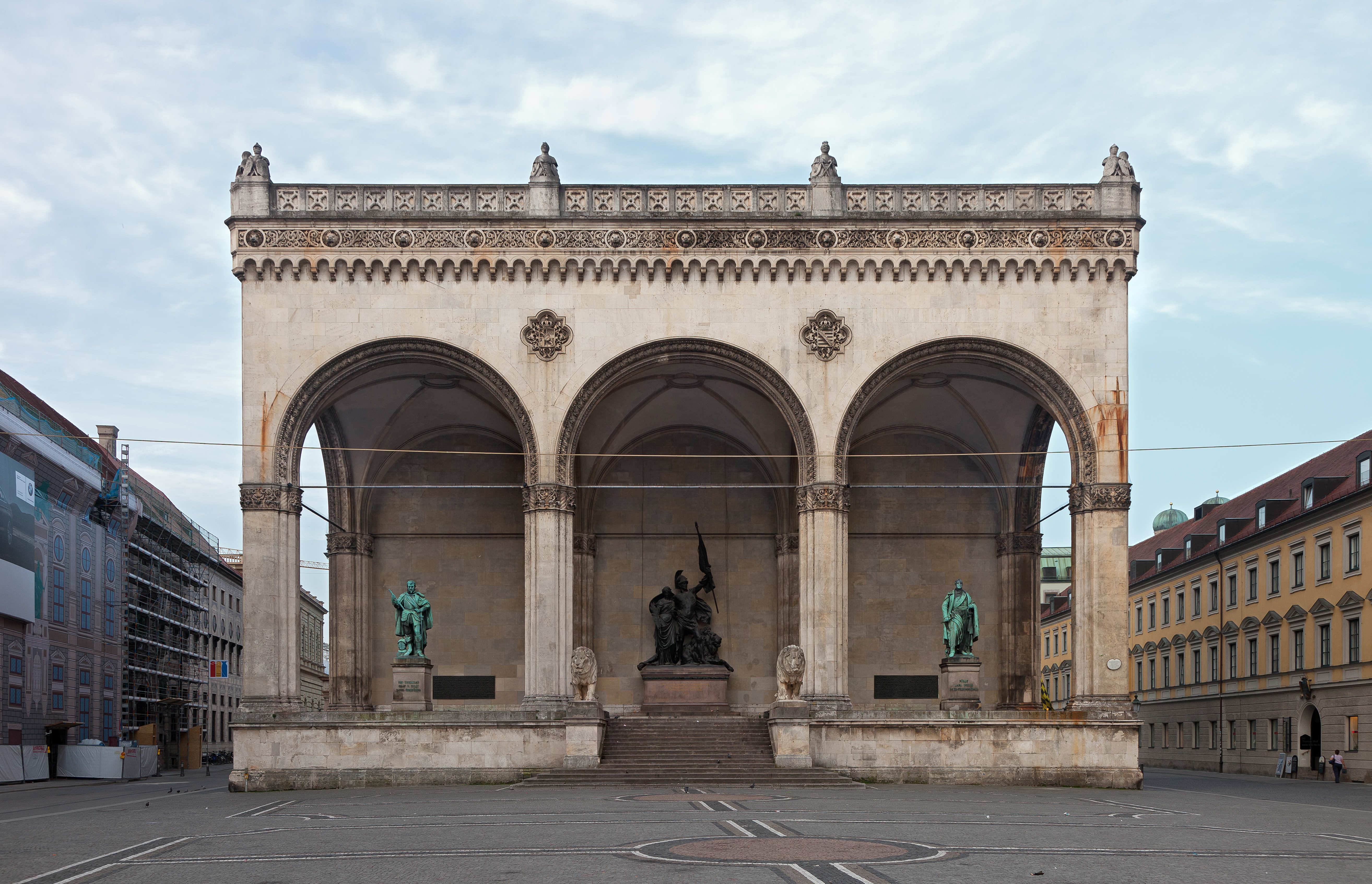
Feldherrnhalle München
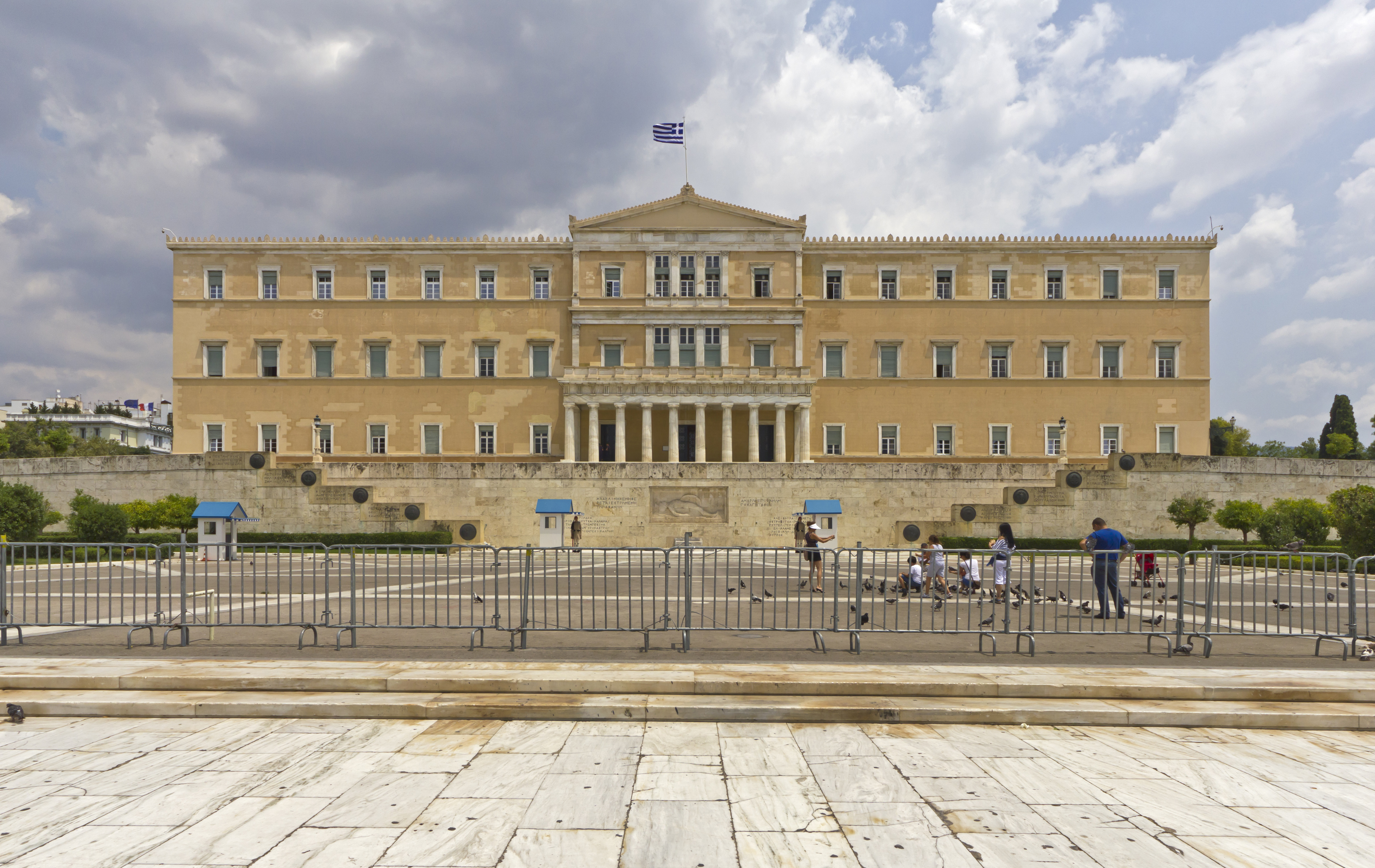
Schloss Athen
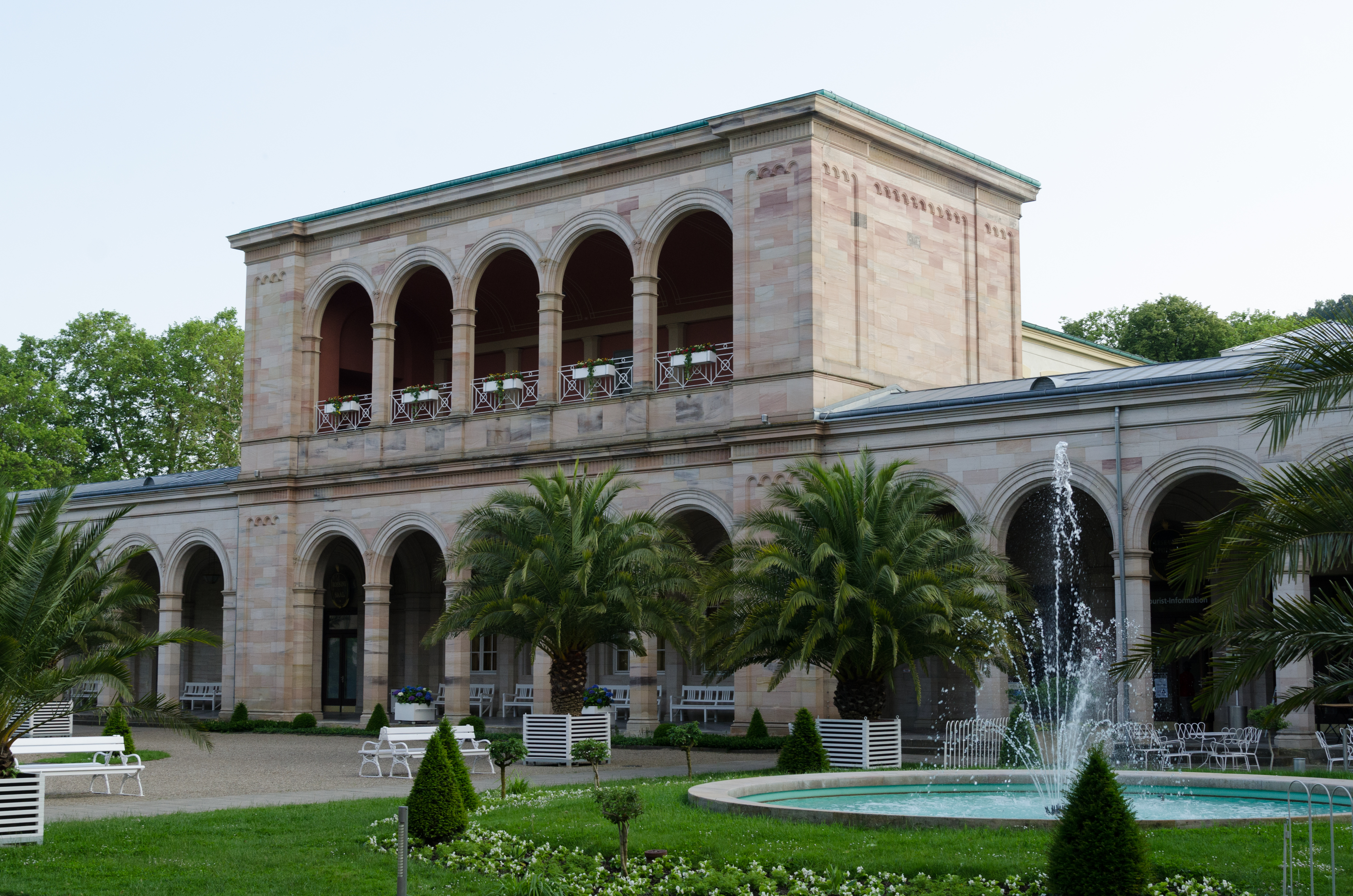
Kurhaus Bad Kissingen
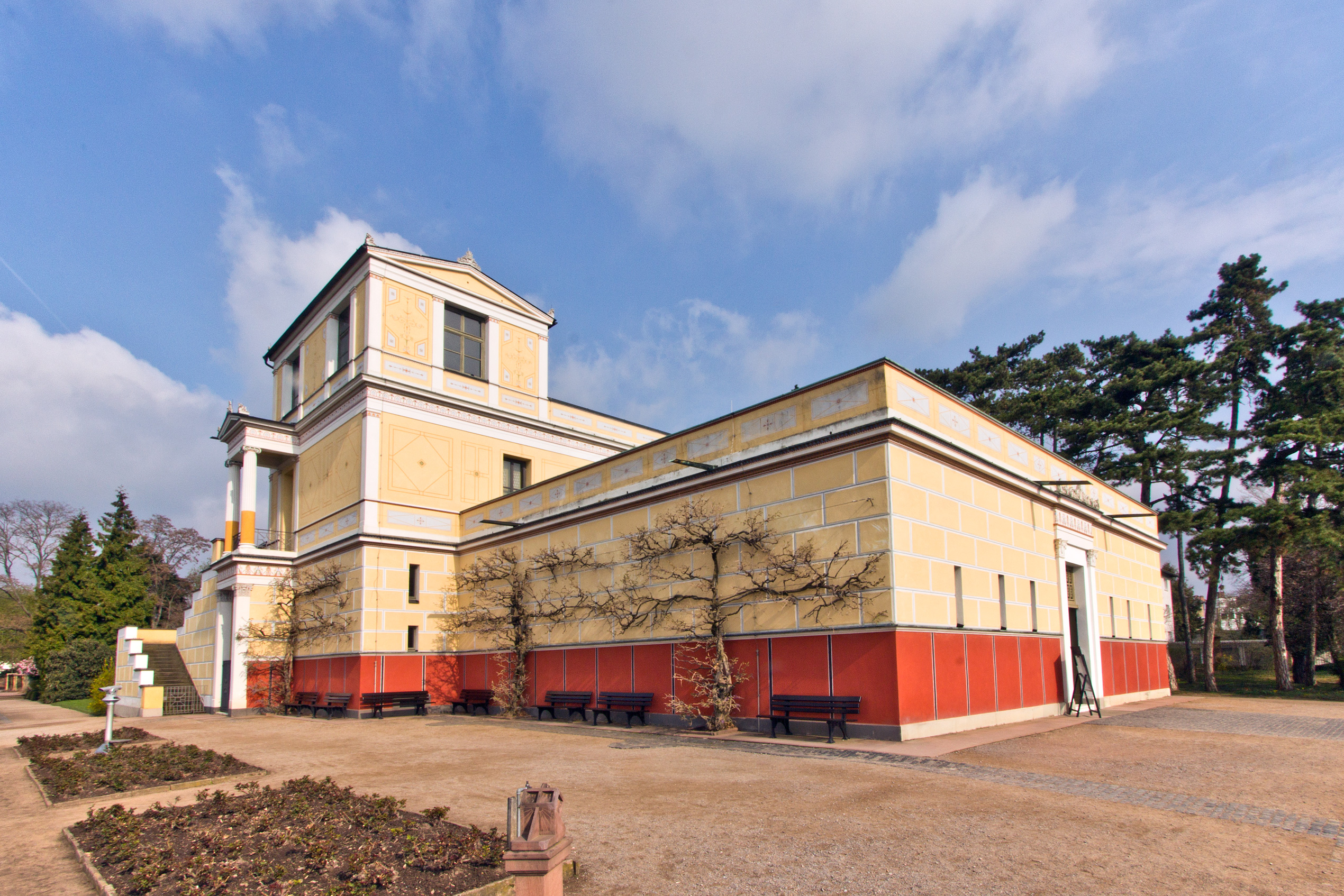
Pompejanum Aschaffenburg
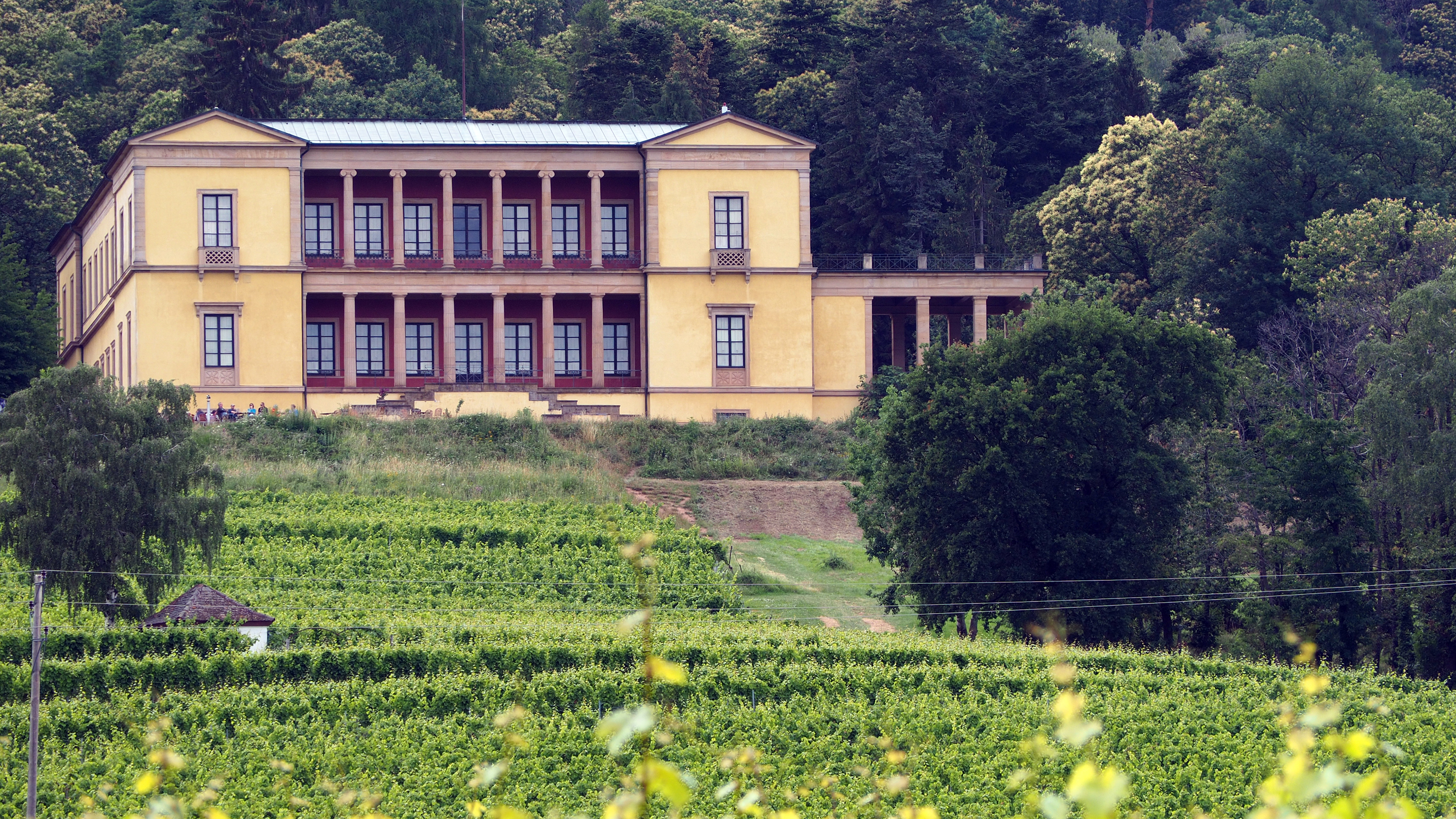
Villa Ludwigshöhe Edenkoben (Rheinland-Pfalz)

## Bibliographie
- Römische Bauverzierungen nach der Antike. München 1824.
- Auswahl von Vasen und Gefäßen, auf Stein graviert. München 1825.
- Friedrich von Gärtner’s Original – Pläne und Studien. Hans Moninger, Selbstverlag München 1882.

## Film
- Friedrich von Gärtner – Der Baumeister König Ludwigs I. von Bayern. Dokumentarfilm, Deutschland, 1992, Buch und Regie: Dieter Wieland, Produktion: Bayerischer Rundfunk, Reihe: Topographie, Inhaltsangabe von ARD.